# Júlia Strappato
Júlia Strappato Garreta née le 16 janvier 2000, est une joueuse espagnole de hockey sur gazon. Elle évolue au Júnior FC et avec l'équipe nationale espagnole.

## Carrière
Elle a fait ses débuts en janvier 2020 à Mar del Plata lors d'un quadruple match amical contre l'Argentine.